# Sophie Hannah
Sophie Hannah (Manchester, 28 giugno 1971) è una scrittrice e poetessa britannica.

## Biografia
Figlia di Norman Geras, professore dell'Università di Manchester, e della scrittrice Adèle Geras, ha studiato prima a Disbury e poi nell'ateneo di Manchester.
Ha pubblicato il suo primo libro di poesie, The Hero and the Girl Next Door, all'età di 24 anni. Il suo stile è spesso paragonato alla leggerezza di Wendy Cope e al surrealismo di Lewis Carroll, con la maggior parte dei suoi componimenti incentrati sulla propria vita personale, con l'uso di schemi metrici classici e di un sobrio umorismo. Nel 2004, la Poetry Book Society ha inserito il suo nome nella lista dei Poeti della prossima generazione.
Hannah è inoltre l'autrice di libri per bambini, nonché di diversi thriller psicologici. Il suo primo romanzo, Little Face (in italiano Non è mia figlia), è stato pubblicato nel 2006 e ha venduto più di 100 000 copie.
Il romanzo The Point of Rescue (Non è lui nella traduzione italiana) è stato adattato per la televisione e trasmesso dall'emittente britannica ITV con il titolo di Case Sensitive, ottenendo uno share di 5.4 milioni di spettatori.

## Opere

### Letteratura per bambini
- Carrot the Goldfish, illustrato da Jean Baylis (Hamish Hamilton, 1992)
- The Box Room: poems for children (Orchard Books, 2001)

### Poesia
- Early Bird Blues (1993)
- Second Helping of Your Heart (1994)
- The Hero and the Girl Next Door (Carcanet, 1995)
- Hotels Like Houses, (Carcanet, 1996)
- Leaving and Leaving You, (Carcanet, 1999)
- Love Me Slender: Poems About Love (2000)
- First of the Last Chances, (Carcanet, 2003)
- Selected Poems, 2006
- Pessimism for Beginners, (Carcanet, 2007)

### Romanzi
- Gripless (1999)
- Cordial and Corrosive: An Unfairy Tale (2000)
- The Superpower of Love (2002)
- The Orphan Choir (Hammer, 2013)
- A Game for All the Family (Hodder, 2015)
- Did You See Melody? (Hodder, 2017); pubblicato anche come Keep Her Safe (2017)

#### Serie di Waterhouse e Zailer
1. Little Face (Hodder & Stoughton, 2006)
2. Hurting Distance (Hodder, 2007); pubblicato anche come The Truth-Teller's Lie (2010)
3. The Point of Rescue (Hodder, 2008); pubblicato anche come The Wrong Mother (2009)
4. The Other Half Lives (Hodder, 2009); pubblicato anche come The Dead Lie Down (2009)
5. A Room Swept White (Hodder, 2010); pubblicato anche come The Cradle in the Grave (2011)
6. Lasting Damage (Hodder, 2011); pubblicato anche come The Other Woman's House (2012)
7. Kind of Cruel (Hodder, 2012)
8. The Carrier (Hodder, 2013)
9. The Telling Error (Hodder, 2014); pubblicato anche come Woman with a Secret (2015)
10. The Narrow Bed (Hodder, 2016)

#### Serie Hercule Poirot
1. The Monogram Murders (Harpercollins, 2014)
2. Closed Casket (Harpercollins, 2016)
3. The Mystery of Three Quarters (Harpercollins, 2018)
4. The Killings at Kingfisher Hill (Harpercollins, 2020)
5. Hercule Poirot's Silent Night (2023)
6. The Last Death of The Year (2025)

#### Raccolte di racconti
- The Fantastic Book of Everybody's Secrets (2008)
- Something Untoward: Six Tales of Domestic Terror (2012)

#### Saggi
- (EN) How to Hold a Grudge, Hodder & Stoughton, 2018.

## Opere tradotte in lingua italiana

### Romanzi
- Non fare domande (titolo originale: A Game for All the Family), traduzione di Serena Lauzi, Garzanti, Milano, 2018

#### Serie di Waterhouse e Zailer
1. Non è mia figlia (titolo originale: Little Face), traduzione di Serena Lauzi, Garzanti, Milano, 2008
2. Non ti credo (titolo originale: Hurting Distance), traduzione di Serena Lauzi, Garzanti, Milano, 2009
3. Non è lui (titolo originale: The Point of Rescue), traduzione di Serena Lauzi, Garzanti, Milano, 2010
4. Non è un gioco (titolo originale: The Other Half Lives), traduzione di Serena Lauzi, Garzanti, Milano, 2011
5. La culla buia (titolo originale: A Room Swept White), traduzione di Serena Lauzi, Garzanti, Milano, 2012
6. Non è come pensi (titolo originale: Lasting Damage), traduzione di Serena Lauzi, Garzanti, Milano, 2013
7. Non l'ho mai detto (titolo originale: Kind of Cruel), traduzione di Serena Lauzi, Garzanti, Milano, 2014
8. Non fidarti (titolo originale: The Carrier), traduzione di Serena Lauzi, Garzanti, Milano, 2015
9. Non tornare indietro (titolo originale: The Telling Error), traduzione di Serena Lauzi, Garzanti, Milano, 2017
10. Non scrivermi (titolo originale: The Narrow Bed), traduzione di Serena Lauzi, Garzanti, Milano, 2021

#### Serie Hercule Poirot
1. Tre stanze per un delitto: il ritorno di Poirot (titolo originale: The Monogram Murders), traduzione di Manuela Faimali, Mondadori, Milano, 2015
2. La cassa aperta (titolo originale: Closed Casket), traduzione di Manuela Faimali, Mondadori, Milano, 2016
3. Il mistero dei tre quarti (titolo originale: The Mystery of Three Quarters), traduzione di Manuela Faimali, Mondadori, Milano, 2018
4. I delitti di Kingfisher Hill (titolo originale: The Killings at Kingfisher Hill), Traduzione di Manuela Faimali, Mondadori, Milano, 2020
5. Omicidio di Natale per Hercule Poirot (titolo originale: Hercule Poirot's Silent Night), traduzione di Alessandra Petrelli, Mondadori, Milano, 2024